# 의주군
의주군(義州郡)은 평안북도 북서쪽의 압록강에 접한 군이다.

## 지리
북쪽은 압록강을 두고 중화인민공화국에 접경하고 있다. 강남산맥과 여러 하천들, 신의주평야가 위치한다. 주요하천은 압록강, 삼교천, 내옥천이다. 이곳에 위치한 하천들은 압록강의 지류이다. 여러 산들이 위치해있고, 최고봉은 천마산이다. 천마산 이외의 산들은 전부 700m 이하의 산들이다.
의주군에 접한 압록강 유역에는 여러 섬들이 있는데, 다지도(多智島, 옛 검동도(黔同島)와 다지도가 합쳐진 섬), 어적도(於赤島), 구리도(九里島), 수구도(水口島) 등이 대표적인 하중도이다.

## 역사
|                                       | Daedongyeojido (Gyujanggak) 06-08.jpg |
| Daedongyeojido (Gyujanggak) 07-07.jpg | Daedongyeojido (Gyujanggak) 07-06.jpg |

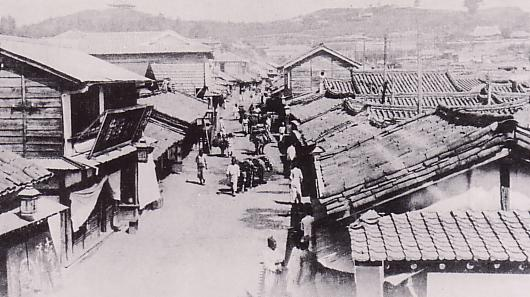
일제 강점기 의주읍 본정(本町)

현재의 의주군 영역은 1952년에 성립한 것으로 이전까지는 현재의 삭주군·천마군·피현군을 포함하고 있었다. 신의주시 역시 의주군의 일부였다.
예로부터 한반도의 서북쪽 관문이었다. 거란이 991년 생여진과 고려를 압박하기 위해서 검동도(黔同島)에 내원성(來遠城)을, 1014년 고려 침략의 전지기지로 삼으려고 보주성(保州城)을 쌓았고, 1117년 3월 고려가 수복하여 보주의 이름을 의주(義州)로 고치고 의주방어사가 설치되었다. 1269년부터는 원나라의 동녕부에 속했다. 1366년에 의주목, 1592년에 의주부로 승격되었다.
명대·청대의 조선의 사절은 의주와 서쪽 맞은 편 구련성(九連城) 사이에서 압록강을 건넜다. 평안도의 중심의 하나이며, 1895년에는 현재의 평안북도 일대를 관할하는 의주부가 놓여졌고 1907년부터 한동안 평안북도의 도청도 놓여졌다. 그러나 1905년에 경의선이 개통하고 1911년에 일본제국에 의해 압록강에 압록강철교가 가설되면서 철도 역전에 발달한 신의주시에 지역의 중심 도시로서의 지위를 빼앗겼다.
- 1914년 4월 1일 : 광성면 신의주동과 민포동 일부, 미륵동 일부가 신의주부로 승격되어 군에서 분리되었다.[3]
- 1929년 4월 1일 : 광성면 민포동, 미륵동과 마전동 일부가 신의주부로 이관되었다.[4]
- 1931년 4월 1일 : 의주면이 의주읍으로 승격하였다.[5]
- 1941년 4월 1일 : 광성면과 고진면이 신의주부로 이관되었다.[6]

| 조선총독부령 제84호                                   |               |
| 구 행정구역                                           | 신 행정구역   |
| 의주군 광성면, 고진면                                 | 신의주부 일부 |
| 의주군 고진면 연저동 일부, 룡하동 일부, 남미륵동 일부 | 룡천군 일부   |
- 1943년 10월 1일 : 주내면(州內面)을 의주읍에 합면하고,[7] 룡천군 양광면 일부를 편입하였다.[8]

| 조선총독부령 제296호         |                    |
| 구 행정구역                  | 신 행정구역        |
| 룡천군 양광면 구룡동, 삼대동 | 의주군 피현면 일부 |
- 1944년 5월 10일 : 광평면 청수동을 삭주군 청수읍으로 이관하였다.[9]

## 행정 구역
광복 당시에는 의주읍, 위화면(威化面), 고성면(古城面), 가산면(加山面), 고관면(古館面), 고령삭면(古寧朔面), 광평면(廣坪面), 비현면(枇峴面), 송장면(松長面), 수진면(水鎭面), 옥상면(玉尙面), 월화면(月華面), 위원면(威遠面) 등 1읍 12면으로 이루어져 있었으나, 수차례의 개편 끝에 현재는 1읍과 2구, 17리로 구성되어 있다.
- 의주읍 (義州邑)
- 덕룡로동자구 (德龍勞動者區)
- 덕현로동자구 (德峴勞動者區)
- 금광리 (金光里)
- 대문리 (大門里)
- 대산리 (臺山里)
- 대화리 (大花里)
- 룡계리 (龍溪里)
- 룡운리 (龍雲里)
- 미송리 (美松里)
- 삼하리 (三下里)
- 서호리 (西湖里)
- 수진리 (水鎭里)
- 어적리 (於赤里)
- 연무리 (燕武里)
- 운천리 (雲川里)
- 중단리 (中端里)
- 추리 (楸里)
- 춘산리 (春山里)
- 홍남리 (弘南里)

## 산업
이 군에서는 농업을 주로 하며, 압록강과 삼교천 유역에선 쌀농사가 이루어진다. 보리 ·밀 ·조 ·수수 ·옥수수 ·콩 ·팥 ·감자 ·삼 등을 주로 생산한다. 축산업도 이뤄진다. 원래는 임업이 발달했지만, 원목 생산이 많이 줄어들었다. 철 ·니켈 등이 매장되어 있다. 광업도 이뤄진다. 수풍댐의 건설로 수력 발전으로 전력을 생산한다.

## 교통
겨울에는 얼어붙은 압록강을 이용해서 도보로도 중화인민공화국으로 건너갈 수 있으나, 무단으로 조선민주주의인민공화국을 이탈하는 사람이 많아 경비가 삼엄하다. 덕현선(德峴線) 철도가 부설되어 있으며, 도로가 놓여있다.

## 같이 보기
- 의주광산
- 천마광산
- 의주남문
- 백마산성
- 통군정 : 관서팔경(關西八景)의 하나
- 신의주평야